# Skojarzenie (teoria grafów)
Skojarzenie (ang. matching) – podzbiór krawędzi grafu (ozn. {\displaystyle M}) o tej własności, że każdy wierzchołek jest końcem co najwyżej jednej krawędzi z {\displaystyle M}. Pary wierzchołków połączone bezpośrednio krawędzią należącą do {\displaystyle M} są skojarzone przez {\displaystyle M.} Wierzchołki będące końcami krawędzi należących do {\displaystyle M} są M-nasycone. Wierzchołki niebędące końcami krawędzi należących do {\displaystyle M} są M-nienasycone.
Skojarzenie maksymalne (ang. maximal matching) – takie skojarzenie w grafie {\displaystyle G,} że po dodaniu dowolnej krawędzi spośród krawędzi {\displaystyle G} do tego skojarzenia, przestaje ono być skojarzeniem.
Skojarzenie największe (ang. maximum matching) – takie skojarzenie w grafie {\displaystyle G,} że nie istnieje skojarzenie o większej liczbie krawędzi.
Skojarzenie doskonałe (albo „pełne”, ang. perfect matching) – podzbiór {\displaystyle M} krawędzi grafu {\displaystyle G} o tej własności, że każdy wierzchołek {\displaystyle G} jest M-nasycony. Aby w grafie istniało skojarzenie doskonałe, musi on mieć parzystą liczbę wierzchołków. Skojarzenie doskonałe jest zawsze skojarzeniem największym i maksymalnym. W grafie może być wiele skojarzeń doskonałych.
Ścieżka przemienna (ang. alternating path) – ścieżka ułożona naprzemiennie z krawędzi grafu {\displaystyle G} należących i nienależących do {\displaystyle M}.

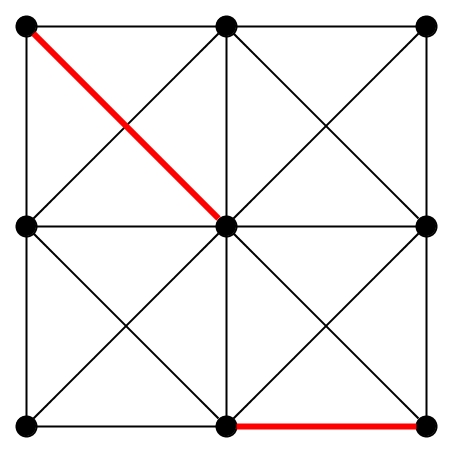
Skojarzenie w grafie (czerwone krawędzie)
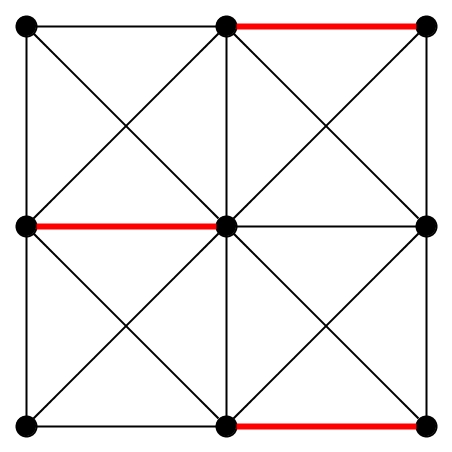
Skojarzenie maksymalne (liczba krawędzi 3)
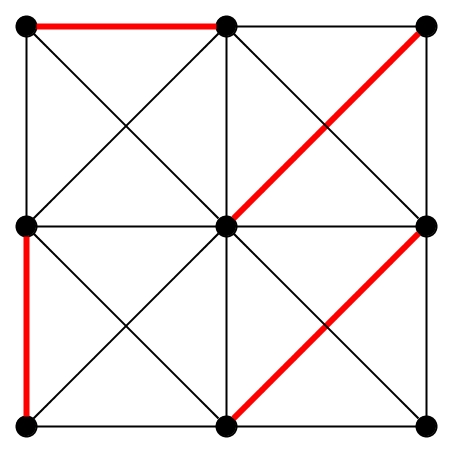
Skojarzenie największe (liczba krawędzi 4)
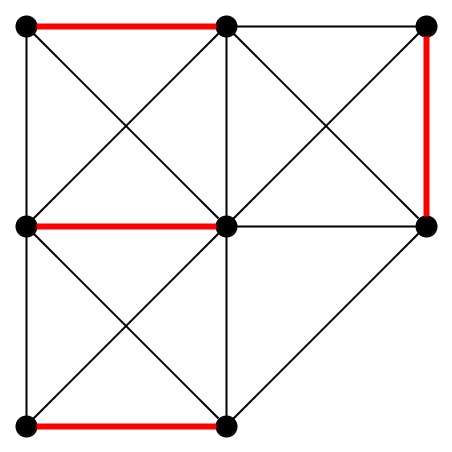
Skojarzenie doskonałe
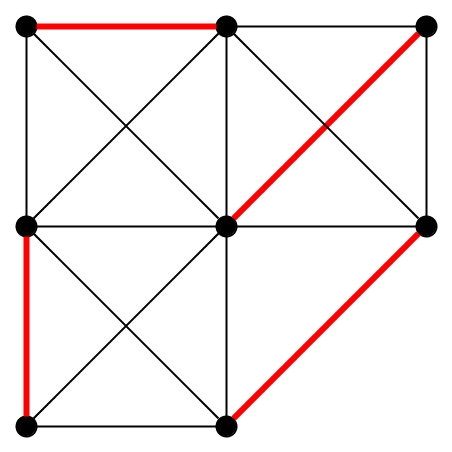
Inne skojarzenie doskonałe